# Vid Hidvégi
Vid Hidvégi (né le 23 août 1986 à Budapest) est un gymnaste hongrois.